# Римський театр у Пальмірі
34°33′02″ пн. ш. 38°16′07″ сх. д. / 34.5505° пн. ш. 38.2687° сх. д.
Римський театр в Пальмірі (араб. مسرح تدمر, трансліт. Masraḥ Tadmur, дос. «Palmyra Theatre») — римський театр в античному місті Пальміра, розташований в одній з оаз у Сирійській пустелі. Недобудована будівля театру датується II століттям по Р. Х, часів династії Северів. В ХХ сторіччі театр було відновлено і використовувався як майданчик щорічного Пальмірського фестивалю.
Будівля театру було зведено в центрі напівкруглої площі з колонадою, що розташовувалася біля Південної брами Пальміри.
Його глядацький амфітеатр становить 92 м в діаметрі, а сама арена містить 11 секторів з 12 рядів кожен і орієнтовано на північ-північний схід. Головний вхід театру, 3,5 м завширшки, веде до мощеного майданчика оркестру, а сам оркестр обмежений круговою стінкою з діаметром 20,3 метрів. Стіна авансцени прикрашена оригінальними прямокутними нішами.
До середини XX століття театр був повністю прихований пісками, і лише в 1952 році почалися роботи з очищення та реконструкції античного театру. Завдяки подушці з піску театр добре зберігся, але реставратори занадто захопилися і осучаснили його, оточивши стіною і добудувавши додаткові деталі.

## Галерея

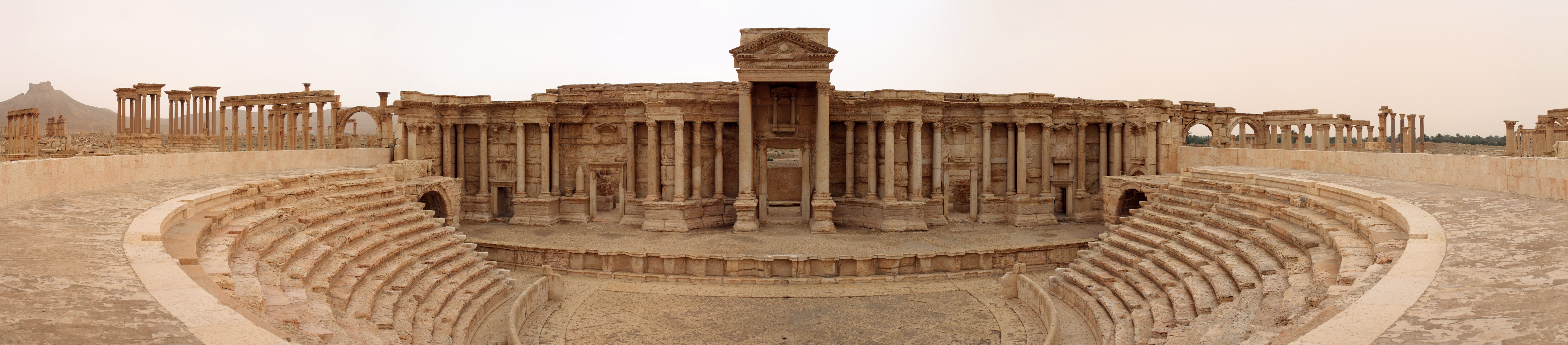
Панорамний вид сцени театру з боку кавеї
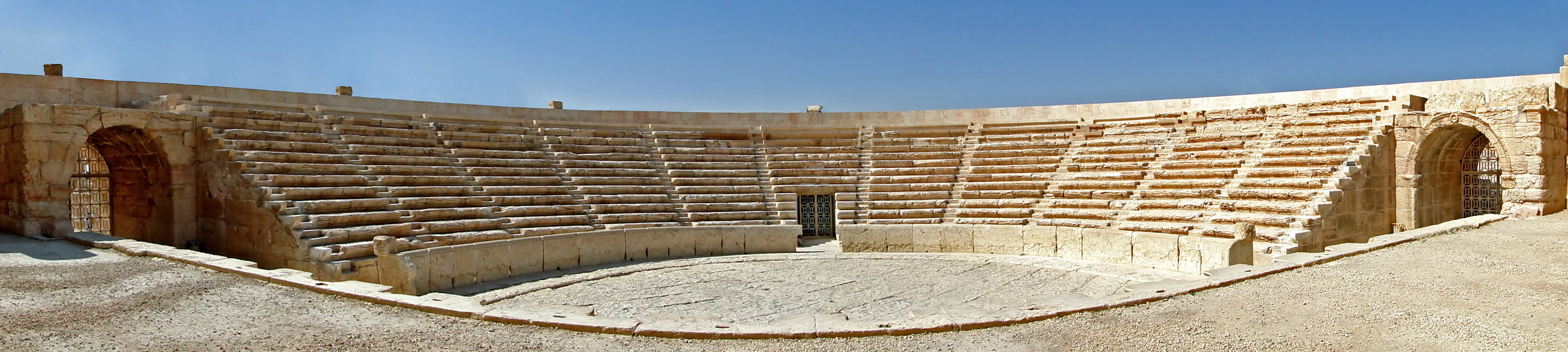
Панорамний вид кавеї з боку сцени